# Waiting for Columbus
Waiting for Columbus ist das erste Livealbum der US-amerikanischen Rockband Little Feat. Es wurde im Jahr 1977 aufgenommen und im Februar 1978 veröffentlicht.

## Allgemeines
Little Feat erarbeitete sich im Laufe ihrer Bandkarriere einen soliden Ruf bei Fans und Kritik. Mit jedem Studioalbum wurden sie kommerziell erfolgreicher. Die Gruppe entschloss sich aber erst gegen Ende ihres Bestehens zu einem Livealbum, als sich die Streitigkeiten zwischen Lowell George und Bill Payne über die musikalische Entwicklung bereits bemerkbar machten. Waiting for Columbus wurde bei vier Konzerten im Rainbow Theatre in London und bei drei Konzerten im Lisner Auditorium der George Washington University in Washington, D.C. aufgenommen. Bei diesen Konzerten wurde genug Material für eine Dreifach-LP aufgenommen, aus Kostengründen wurde jedoch nur eine Doppel-LP veröffentlicht. Die Originalaufnahmen gab es nur als Doppellangspielplatte. Erst in der Auflage von 2002 wurden auch die weiteren Teile des Materials veröffentlicht.

## Titelliste

### 1978 Doppel-LP

#### Seite 1
1. Join the Band (Traditional) – 1:50 (Die Begrüßung wird von Cerphe Colwell, einem Radioreporter aus Washington, vorgenommen.)
2. Fat Man in the Bathtub (George) – 4:50
3. All that You Dream (Barrère, Payne) – 4:25
4. Oh Atlanta (Payne) – 4:09
5. Old Folks’ Boogie (Barrère, G. Barrère) – 4:22

#### Seite 2
1. Time Loves a Hero (Barrère, Gradney, Payne) – 4:20
2. Day or Night (Payne, F. Tate) – 5:23
3. Mercenary Territory (George, E. George, Hayward) – 4:27
4. Spanish Moon (George) – 4:49

#### Seite 3
1. Dixie Chicken (George, Kibbee) – 9:00
2. Tripe Face Boogie (Hayward, Payne) – 7:02
3. Rocket in My Pocket (George) – 3:42

#### Seite 4
1. Willin’ (George) – 4:42
2. Don’t Bogart that Joint (E. Ingber, L. Wagner) – 0:57
3. A Apolitical Blues (George) – 3:41
4. "Sailin’ Shoes (George) – 6:18
5. Feats Don’t Fail Me Now" (Barrère, George, Kibbee) – 5:17

### 1990 Einzel-CD
Um die zwei Langspielplatten auf einer einzelnen CD unterbringen zu können, wurden Don’t Bogart that Joint und A Apolitical Blues in dieser Ausgabe ausgelassen, aber als zusätzliche Titel auf The Last Record Album veröffentlicht.
1. Join the Band (Traditional) – 1:24
2. Fat Man in the Bathtub (George) – 4:52
3. All that You Dream (Barrère, Payne) – 4:31
4. Oh Atlanta (Payne) – 4:20
5. Old Folks’ Boogie (Barrère, G. Barrère) – 4:27
6. Time Loves a Hero (Barrère, Gradney, Payne) – 4:19
7. Day or Night (Payne, F. Tate) – 5:31
8. Mercenary Territory (George, E. George, Hayward) – 4:37
9. Spanish Moon (George) – 4:42
10. Dixie Chicken (George, Kibbee) – 8:56
11. Tripe Face Boogie (Hayward, Payne) – 7:10
12. Rocket in My Pocket (George) – 3:48
13. Willin’ (George) – 3:50
14. Sailin’ Shoes (George) – 6:20
15. Feats Don’t Fail Me Now (Barrère, George, Kibbee) – 5:21

- Laufzeit 74:00.

### 2002 Deluxe Edition Doppel-CD
Diese Ausgabe enthält nicht nur die digital aufbereiteten Titel der Originalausgabe, sondern auch zusätzliche Stücke, die nicht auf der Original-LP enthalten, aber während der Aufnahmen für die LP entstanden sind. Disc 1 enthält die Aufnahmen von Seite 1, 3 und 2 der Original-LP (in dieser Reihenfolge), Disc 2 enthält die Seite 4, setzt mit bisher unveröffentlichten Aufnahmen (6 bis 12) fort und endet mit drei Stücken, die auf Hoy-Hoy! bereits veröffentlicht worden waren.

#### Disc 1
1. Join the Band (Traditional) – 1:54
2. Fat Man in the Bathtub (George) – 4:53
3. All that You Dream (Barrère, Payne) – 4:29
4. Oh Atlanta (Payne) – 4:20
5. Old Folks’ Boogie (Barrère, G. Barrère) – 4:26
6. Dixie Chicken (George, Kibbee) – 8:53
7. Tripe Face Boogie (Hayward, Payne) – 7:09
8. Rocket in My Pocket (George) – 3:57
9. Time Loves a Hero (Barrère, Gradney, Payne) – 4:19
10. Day or Night (Payne, F. Tate) – 5:30
11. Mercenary Territory (George, E. George, Hayward) – 4:36
12. Spanish Moon (George) – 5:36

- Laufzeit: 60:02

#### Disc 2
1. Willin’ (George) – 4:42
2. Don’t Bogart that Joint (E. Ingber, L. Wagner) – 1:01
3. A Apolitical Blues (George) – 3:51
4. Sailin’ Shoes (George) – 6:23
5. Feats Don’t Fail Me Now (Barrère, George, Kibbee) – 5:35
6. One Love Stand (Barrère, Gradney, Payne) – 4:27
7. Rock and Roll Doctor (George, Kibbee) – 4:17
8. Skin It Back (Barrère) – 5:40 (bisher unveröffentlichte Aufnahme)
9. On Your Way Down (Allen Toussaint) – 6:25
10. Walkin’ All Night (Barrère, Payne) – 4:12
11. Cold, Cold, Cold (George) – 5:18
12. Day at the Dog Races (Barrère, Clayton, Gradney, Hayward, Payne) – 12:12
13. Skin It Back (Barrère) – 4:40 (auf Hoy-Hoy! veröffentlicht)
14. Red Streamliner (Payne, F. Tate) – 4:59
15. Teenage Nervous Breakdown (George) – 4:12

- Laufzeit: 77:54

### Aufnahmeorte der Titel
| Ort               | Datum           | Titel |
| ----------------- | --------------- | --- |
| Rainbow Theater   | 2. August 1977  | Tripe Face Boogie (Piano Solo); Mercenary Territory; Skin It Back, Rocket in My Pocket                                                                  |
| Rainbow Theater   | 3. August 1977  | Dixie Chicken; Tripe Face Boogie; A Apolitical Blues |
| Rainbow Theater   | 4. August 1977  | Old Folks’ Boogie; Time Loves a Hero: Day or Night; Cold, Cold, Cold; Dixie Chicken (Horn Break)                                                        |
| Lisner Auditorium | 8. August 1977  | Fat Man in the Bathtub; All that You Dream; Oh Atlanta; Spanish Moon; Willin’; Don’t Bogart that Joint; Walking all Night; Skin It Back; Red Stramliner |
| Lisner Auditorium | 9. August 1977  | Feats Don’t Fail Me Now; One Love Stand; Rock and Roll Doctor; Day at the Dog Races; Teenage Nervous Breakdown                                          |
| Lisner Auditorium | 10. August 1977 | Join the Band; Sailin’ Shoes; On Your Way Down |

## Kritikerstimmen
- All About Jazz setzte Waiting for Columbus auf Platz 2 der 10 besten Rocklive-Alben.[2]
- Little Feat really gets down to some hard-driving boogie rock that captures the essence of the band. Billboard, 1978
(Little Feat geht an die Arbeit mit Boogie Rock, der die Essenz der Band einfängt.)[3]
- It’s still a pleasure to hear a great band run through their best songs … but as the double-album Waiting for Columbus proves, Little Feat in its decline was still pretty great. All Music Guide Review von Stephen Thomas Erlewine 
(Es ist immer noch ein Vergnügen eine große Band ihre besten Songs spielen zu hören … aber wie das Doppelalbum Waiting for Columbus beweist, war Little Feat auf dem absteigenden Ast immer noch ziemlich großartig.)[4]